# Cèl·lules mare hematopoètiques
Les cèl·lules mare hematopoètiques (en anglès: Hematopoietic stem cells (HSCs)) són les cèl·lules sanguínies que donen lloc a totes les altres cèl·lules sanguínies i deriven del mesoderma. Estan ubicades a la medul·la òssia, la qual està dins del nucli de la majoria dels ossos.
Donen lloc tant als llinatges mieloides com els limfoides de les cèl·lules sanguínies.
Els HSCs són una població heterogènia. Els avanços científics més recents han resultat de l'ús dels trasplantaments de HSC en el tractament dels càncers i altres trastorns del sistema immunològic.

## Fonts

Esquema de la medul·la òssia i les seves cèl·lules

## Hemocitoblast
L'hemocitoblast és la cèl·lula precursora dels glòbuls sanguinis. És una de les denominacions utilitzades per designar la cèl·lula progenitora hematopoètica pluripotent (o multipotent) de la medul·la òssia, d'origen mesenquimatosa, i que, per la seva banda, forma tots els elements figurats de la sang.
La cèl·lula progenitora hematopoètica pluripotent, al dividir-se, produeix una cèl·lula filla, que és la rèplica de la cèl·lula mare, i una altra que es diferencia, en els microbus del teixit medul·lar o sota la influència de mediadors químics, per especialitzar-se en la producció de determinat tipus de cèl·lula sanguínia. No obstant això, Guyton (1988) relata, en la seva obra Fisiologia Humana, que els limfòcits són formats, principalment, en els ganglis limfàtics i que totes les altres cèl·lules sanguínies són produïdes en la medul·la òssia, amb una cèl·lula antecessora comuna anomenada hemocitoblast. Peakman i Vergani, en la seva obra Immunologia Bàsica i Clínica, relaten que els limfòcits posseeixen cèl·lules precursores en la medul·la òssia i van ser dividits per la via de maduració en dos grups:
- Limfòcit B
- Limfòcit T

## Imatges addicionals

Hematopoesi